# Port d'Alcanar
El Port d'Alcanar és un port industrial situat a la costa del municipi d'Alcanar (Montsià), uns 3 quilòmetres al nord de les Cases d'Alcanar, davant de la fàbrica de ciment Cemex, que l'explota per concessió administrativa, per al tràfic de les mercaderies produïdes a la cimentera d'Alcanar, principalment ciment i clínquer. N'és el titular l'organisme de Ports de la Generalitat. A ponent de l'espigó del port hi ha la platja de la Martinenca, o platja del Ciment.
Es compon de 2 dàrsenes i 3 molls: Moll 1, Moll 2 i Moll 3, de 50, 320 i 130 metres lineals respectivament. El 2014, Ports de la generalitat i la cimentera Cemex van signar un acord, per dragar el port fins a aconseguir un calat de 12 metres, que va permetre operar vaixells de fins a 50.000 tones de mercaderia, i obrir el Moll 2 a l'entrada i sortida d'altres mercaderies més enllà del ciment.